# Alexander Stille
Alexander Stille (New York, 1957) è un giornalista e scrittore statunitense.

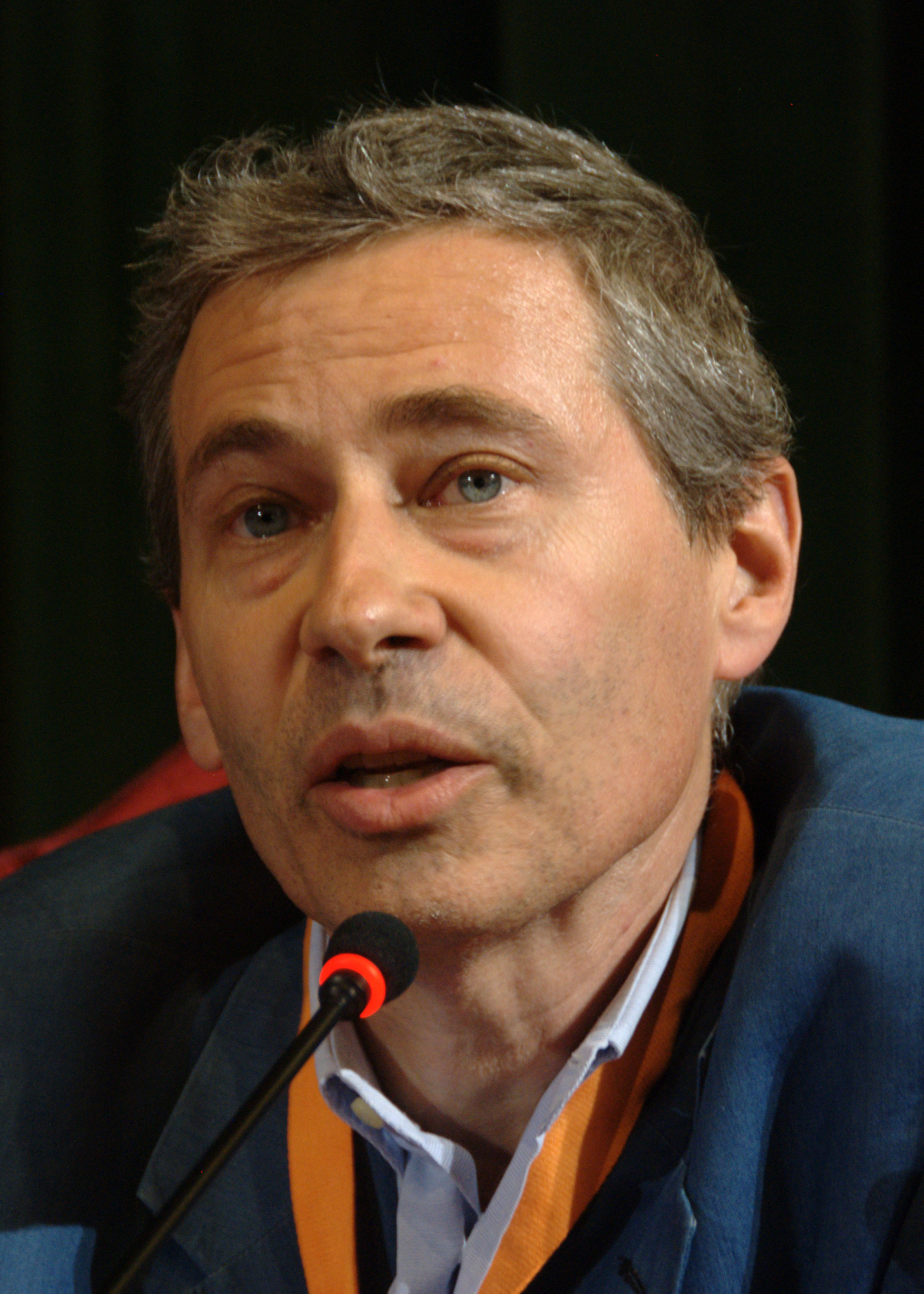
Alexander Stille a Trento per il Festival dell'Economia 2010

È autore di diversi articoli e libri, incentrati principalmente su soggetti della politica e della società italiana, e in particolare su temi di mafia. Collabora con diversi giornali statunitensi - in particolare The New Yorker e The New York Times - ed è corrispondente per alcuni giornali italiani, fra cui la Repubblica.

## Biografia
Figlio del giornalista italiano (di origine ebraico-russa) Ugo Stille, Alexander Stille nasce a New York nel 1957. Stille ha studiato presso l'Università  di Yale, per poi specializzarsi alla scuola di giornalismo della Columbia University. Dal 1980 al 1982 e, in seguito, dal 1990 al 1993 ha vissuto in Italia, imparando a conoscerne la politica e gli aspetti socio-culturali, per poi tornare negli Stati Uniti.
Nel 1992, dopo aver iniziato una carriera come giornalista, ha dato alle stampe il suo primo libro: Uno su mille. Cinque famiglie ebraiche durante il fascismo (titolo originale Benevolence and Betrayal: Five Italian Jewish Families Under Fascism), incentrato appunto sulle discriminazioni razziali avvenute in Italia nel periodo fascista. Lo stesso padre di Stille, a causa delle leggi razziali fasciste, dovette lasciare l'Italia nel 1941. Il libro ha vinto il Premio Acqui per il miglior primo libro di storia nel 1992 e ha vinto il premio del Los Angeles Times per il miglior libro di storia.
Del 1995 è il suo secondo libro, Nella terra degli infedeli. Mafia e politica (titolo originale Excellent Cadavers: The Mafia and the Death of the First Italian Republic), inchiesta sulla mafia siciliana della seconda metà del secolo passato. Il libro, dedicato alla memoria dei giudici Giovanni Falcone e Paolo Borsellino, si concentra in particolare sugli anni ottanta e novanta, e sui fatti che coinvolsero i clan guidati dal mafioso Totò Riina. Il regista Marco Turco ne ha fatto un film documentario, In un altro paese, uscito nel 2006, in cui Stille partecipò come narratore, collaborando anche alla sceneggiatura.
Nel 2003 pubblica La memoria del futuro (titolo originale: The Future of the Past), libro che punta il dito sulla necessità di preservare gli antichi monumenti e reperti, in quanto unico legame fra la modernità ed il passato.
Tre anni dopo, nel 2006, viene pubblicato il suo The Sack of Rome: How a Beautiful European Country with a Fabled History and a Storied Culture Was Taken Over by a Man Named Silvio Berlusconi, noto in Italia come Citizen Berlusconi, libro-inchiesta sul noto politico Silvio Berlusconi.
Nel 2008 è stato nominato 'Guggenheim Fellow', riconoscimento annuale attribuito dalla Guggenheim Foundation a personaggi che si siano distinti per “eccezionali capacità e disposizione creativa nelle arti”, come in molte altre discipline. Fedele Confalonieri, il presidente di Mediaset, l'azienda di Berlusconi, ha citato in giudizio Stille per tre passaggi del suo libro, fra i quali uno in cui si diceva che Berlusconi, assumendo Confalonieri, il suo più vecchio amico, “fondesse i suoi affari e la sua vita privata quasi totalmente”. Nel febbraio 2009, un tribunale penale di primo grado di New York ha pienamente assolto in primo grado Stille dall'accusa di diffamazione.
Il 26 febbraio 2009 è ospite della trasmissione Parla con me su Raitre, condotto da Serena Dandini.
Nel maggio 2009, durante una puntata di AnnoZero condotta da Michele Santoro è protagonista di un'accesa discussione con l'avvocato di Silvio Berlusconi, Niccolò Ghedini.
Alexander Stille attualmente vive a New York, ed è professore di giornalismo presso la Columbia University.

## Opere
- Uno su mille. Cinque famiglie ebraiche durante il fascismo, Milano, A. Mondadori, 1991. ISBN 88-04-34012-6.
- Nella terra degli infedeli. Mafia e politica nella prima Repubblica, Milano, A. Mondadori, 1995. ISBN 88-04-38802-1; Milano, Garzanti, 2007. ISBN 978-88-11-74061-2.
- Andreotti, Milano, A. Mondadori, 1995. ISBN 88-04-41157-0.
- La memoria del futuro. Come sta cambiando la nostra idea del passato, Milano, Mondadori, 2003. ISBN 88-04-51254-7.
- Citizen Berlusconi. Vita e imprese, Milano, Garzanti, 2006. ISBN 88-11-74041-X.
- Il cavalier miracolo. La vita, le imprese, la politica, Milano, Garzanti, 2010. ISBN 978-88-11-74116-9.
- La forza delle cose. Un matrimonio di guerra e pace tra Europa e America, Milano, Garzanti, 2013. ISBN 978-88-11-60145-6.